# Here in After
Here in After – drugi album studyjny amerykańskiej deathmetalowej grupy Immolation, który ukazał się 13 lutego 1996 roku nakładem Metal Blade. Okładkę zaprojektował Andreas Marschall. 
Here in After to ostatni album studyjny Immolation, w którego nagraniu wziął udział Craig Smilowski (odszedł z zespołu w 1996 roku).
W marcu 2008 roku włoska wytwórnia Night of the Vinyl Dead wydała limitowaną edycję Here in After na płycie gramofonowej. Ukazało się jedynie 500 ręcznie numerowanych egzemplarzy. 

## Lista utworów
1. "Nailed to Gold (Immolation) – 3:54
2. "Burn with Jesus (Immolation) – 4:01
3. "Here in After (Immolation) – 4:55
4. "I Feel Nothing (Immolation) – 4:42
5. "Away From God (Immolation) – 4:45
6. "Towards Earth (Immolation) – 4:48
7. "Under the Supreme (Immolation) – 4:23
8. "Christ's Cage (Immolation) – 5:52

## Twórcy
- Ross Dolan – śpiew, gitara basowa
- Thomas Wilkinson – gitara
- Robert Vigna – gitara
- Craig Smilowski – perkusja

## Wydania
Opracowano na podstawie materiału źródłowego.
| Rok wydania | Format | Numer katalogowy | Wytwórnia               |
| ----------- | ------ | ---------------- | ----------------------- |
| 1996        | CD     | 3984-14102-2     | Metal Blade Records     |
| 2008        | LP     | NIGHT029         | Night of the Vinyl Dead |